# Iván Álvarez Gutiérrez
Iván Álvarez Gutiérrez (Madrid, 18 de desembre de 1981) és un ciclista de muntanya espanyol.
Va participar en els Jocs Olímpics de 2004, acabant 16è a la prova de Camp a través.

## Palmarès
- 2003
  -  Campió d'Espanya sub-23 en Camp a través
- 2004
  - 3r al Campionat d'Espanya en Camp a través
- 2009
  - 3r al Campionat d'Espanya en Camp a través
- 2013
  - 2n al Campionat d'Espanya en Camp a través
- 2014
  - 3r al Campionat d'Espanya en Camp a través